# چوی یونگ-سو
چوی یونگ-سو (انگلیسی: Choi Yong-soo؛ زادهٔ ۱۰ سپتامبر ۱۹۷۳) بازیکن سابق و مربی فوتبال اهل کره جنوبی است که در حال حاضر هدایت سئول را بر عهده دارد.
از باشگاه‌هایی که در آن بازی کرده‌است می‌توان به جوبیلیو ایواتا، و سئول اشاره کرد.
وی همچنین در تیم ملی فوتبال کره جنوبی بازی کرده‌است و عضو ترکیب بازیکنان این تیم در جام‌های جهانی ۱۹۹۸ و ۲۰۰۲ بوده‌است.